# Zator (gromada 1958–1972)
Zator – dawna gromada, czyli najmniejsza jednostka podziału terytorialnego Polskiej Rzeczypospolitej Ludowej w latach 1954–1972.
Gromady, z gromadzkimi radami narodowymi (GRN) jako organami władzy najniższego stopnia na wsi, funkcjonowały od reformy reorganizującej administrację wiejską przeprowadzonej jesienią 1954 do momentu ich zniesienia z dniem 1 stycznia 1973, tym samym wypierając organizację gminną w latach 1954–1972.
Gromadę Zator z siedzibą GRN w mieście Zator (nie wchodzącym w skład gromady) utworzono w powiecie oświęcimskim w woj. krakowskim z obszaru zniesionych gromad Palczowice, Trzebieńczyce i Rudze. Dla gromady ustalono 27 członków gromadzkiej rady narodowej.
30 czerwca 1960 do gromady Zator przyłączono obszar zniesionej gromady Podolsze.
Gromada przetrwała do końca 1972 roku, czyli do kolejnej reformy gminnej. 1 stycznia 1973 reaktywowano zniesioną w 1954 roku gminę Zator.
Uwaga: Jednostka o nazwie gromada Zator – lecz o zupełnie innym obszarze – istniała też w latach 1954–56; w 1956 roku przekształcono ją w gromadę Trzebieńczyce.